# La Grande Librairie
La Grande Librairie (französisch: „die große Buchhandlung“, abgekürzt: LGL) ist die wichtigste Literatursendung im französischen Fernsehen. Sie wurde seit 2008 von dem französischen Literaturkritiker und Journalisten François Busnel moderiert. An seine Stelle ist seit September 2022 Augustin Trapenard getreten.
Die Sendung dauert in der Regel 90 Minuten und wird im Bildungskanal France 5 in der Hauptsendezeit am Mittwochabend wöchentlich live ausgestrahlt. Danach ist sie in der Mediathek von France Télévisions abrufbar. Außerdem wird sie von TV5 Monde übernommen. Im Studio sind vor Publikum meist vier Schriftsteller zu Gast, die über ihre Werke erzählen und diskutieren. Unregelmäßig gibt es Sondersendungen, die sich nur einem Thema widmen. La Grande Librairie wird von bis zu 600.000 Zuschauern pro Sendung gesehen.
La Grande Librairie hat für das literarische Leben in Frankreich eine ähnliche Bedeutung wie seinerzeit die Sendung Apostrophes, der früher dominierenden literaturkritischen Talkshow, die von 1975 bis 1990 von Bernard Pivot moderiert wurde. Sie diente als Vorbild für Das Literarische Quartett unter Marcel Reich-Ranicki. Beide Moderatoren hatten zu ihrer Zeit einen Rang als „Literaturpapst“ erlangt und hatten großen Einfluss auf den Büchermarkt. Diese Rolle wird mittlerweile von dem Branchenblatt Livres Hebdo auch La Grande Librairie zugeschrieben. Allerdings fehle den Machern der Sendung „das Flair, der Sound, auch die Selbstironie des Meisters“ Bernard Pivot, hieß es anlässlich dessen Todes im Jahr 2024.